# مالاکند (شورای اتحادیه)
مالاکند (به انگلیسی: Malakand) یک منطقهٔ مسکونی در پاکستان است که در خیبر پختونخوا واقع شده‌است.